# Johannes de Groot
Johannes de Groot   (Garrelsweer, 7 de maig de 1914 - Rotterdam, 11 de setembre de 1972) va ser un matemàtic neerlandès.
El seu pare, del mateix nom, va ser nomenat el 1928 professor d'hebreu i d'arqueologia de l'Orient Pròxim a la universitat de Groningen, per això el jove de Groot va fer els estudis secundaris en aquesta ciutat. El 1933 va ingressar a la universitat de Groningen en la qual es va doctorar el 1942 amb una tesi sobre topologia dirigida per Schaake. A partir de 1942 i durant els anys de la Segona Guerra Mundial va fer de professor de secundària fins que el 1946 va ser nomenat oficial matemàtic al Centre de Matemàtiques i Informàtica d'Amsterdam i els dos cursos següents va ser professor ajudant de la universitat d'Amsterdam. El 1948 va ser nomenat professor titular de la universitat Tècnica de Delft i el 1952 va passar a la universitat d'Amsterdam, on va romandre fins a la seva mort el 1972. En aquest període post-bèl·lic es va convertir en el líder de l'escola neerlandesa de topologia, ja que Brouwer va deixar de tenir interés en aquest camp.
De Groot va publicar una centenar d'articles científics, la majoria d'ells sobre topologia, tot i que també n'hi ha en àlgebra i anàlisi matemàtica. Des del primer moment es va interessar pel tema de la compactificació dels espais topològics, camp en el qual va fer les seves aportacions més originals.